# Haviland (Kansas)
Haviland es una ciudad ubicada en el de condado de Kiowa en el estado estadounidense de Kansas. En el año 2010 tenía una población de 701 habitantes y una densidad poblacional de 584,17 personas por km².

## Geografía
Haviland se encuentra ubicada en las coordenadas 37°37′0″N 99°6′20″O / 37.61667, -99.10556 (37.616685, -99.105478).

## Demografía
Según la Oficina del Censo en 2000 los ingresos medios por hogar en la localidad eran de $29,821 y los ingresos medios por familia eran $36,250. Los hombres tenían unos ingresos medios de $30,179 frente a los $18,214 para las mujeres. La renta per cápita para la localidad era de $12,075. Alrededor del 11.2% de la población estaban por debajo del umbral de pobreza.